# Fellini Roma
Pour plus de détails, voir Fiche technique et Distribution.
Fellini Roma (Roma) est un film franco-italien réalisé par Federico Fellini et sorti en 1972.

## Synopsis
En complète rupture avec les structures de la dramaturgie classique, le film se présente comme une suite de courts récits et saynètes où Fellini mêle des souvenirs d'enfance et de jeunesse — en restituant l'ambiance de la Rome de la première moitié du XXe siècle — avec des séquences dressant le portrait de cette ville à l'époque même du tournage.
Sont mises en parallèle, entre autres, ces saynètes :
- l'arrivée du provincial dans la Rome de la fin des années 1930, d'après les souvenirs de jeunesse de Fellini ;
- l'arrivée dans la Rome moderne par une autoroute bondée ;
- un spectacle populaire dans un music-hall pendant les bombardements aériens de la Seconde Guerre mondiale ;
- le percement du métro qui débouche sur la découverte de sites antiques ;
- les bordels d'autrefois, à l'époque du fascisme ;
- un défilé de mode ecclésiastique dans le palais d'une aristocrate ;
- la Rome contemporaine et la génération du mouvement hippie.

Une longue séquence presque documentaire montre les travaux du métro, en cours de percement à l'époque du tournage. Les ouvriers découvraient régulièrement des sites archéologiques importants, ignorés jusque-là. Fellini crée ici un lien poétique entre l'Antiquité et la période contemporaine en donnant aux visages des fresques antiques les traits de ceux qui, dans un même mouvement, les découvrent et provoquent involontairement leur destruction.
La fabrication du film est parfois exhibée : Fellini montre sa grue de tournage, on assiste au vol (anecdote réelle ou fictive ?) d'une caméra pendant la festa de Noantri... Avec les apparitions de célébrités dans leur propre rôle, cela fait de Fellini Roma un film aux prises avec le réel, souvent dans ce qu'il a de plus terre-à-terre, mais aussi de fascinant.

## Fiche technique
- Réalisation : Federico Fellini
- Scénario : Federico Fellini et Bernardino Zapponi
- Direction artistique : Danilo Donati
- Décors : Federico Fellini, Danilo Donati
- Costumes : Danilo Donati
- Photographie : Giuseppe Rotunno
- Son : Renato Cadueri
- Montage : Ruggero Mastroianni
- Musique originale : Nino Rota
- Chorégraphie : Gino Landi
- Tournage : 
  - Intérieurs : Cinecittà
  - Extérieurs : Rome
- Production : Turi Vasile
- Sociétés de production :  Ultra Film,  Les Artistes Associés
- Société de distribution : Les Artistes Associés
- Pays d'origine :  France,  Italie
- Langue originale : italien
- Format : couleur (Technicolor) — 35 mm — 1,85:1 — Son Mono
- Genre : comédie dramatique et essai cinématographique
- Durée : 113 minutes
- Dates de sortie :
  - France : 14 mars 1972 (Festival de Cannes 1972)
  - Italie : 16 mars 1972
- Affiche : Jouineau Bourduge (France)

## Distribution
- Fédor Chaliapine fils : l'ancien acteur
- Gianluigi Chirizzi : Filippetto, un aristocrate
- Franco Citti : un client du restaurant des années 1930
- Dante Cleri (it) : un acteur du music-hall
- Pia De Doses : la princesse Domitilla
- Rolando De Santis : un spectateur du music-hall
- Maria De Sisti : la propriétaire
- Peter Gonzales Falcon : Federico Fellini à 18 ans
- Federico Fellini (V.F. : Jean Michaud) : lui-même
- Fiona Florence : Dolores, la belle prostituée
- Norma Giacchero : l'intervieweuse
- John Francis Lane (en) : lui-même
- Anna Magnani : elle-même
- Franco Magno : le directeur d'école
- Elisa Mainardi : l'épouse du pharmacien
- Marne Maitland : le guide du métro
- Loredana Martínez (it) : Loredana
- Mimmo Poli (it) : un client du restaurant
- Galliano Sbarra : l'animateur du music-hall
- Gore Vidal : lui-même
- Alvaro Vitali : Alvaro, l'imitateur de Fred Astaire
- Marcello Mastroianni : lui-même (non crédité)

## Réception critique
« Je ne peux qu'admirer son dernier film, cette évocation, ces souvenirs mêlés à des reportages, à des rêveries, cette déambulation dans la Rome de sa jeunesse et celle d'aujourd’hui, ses souvenirs de classe et de bordel et ses farces énormes comme la présentation de la nouvelle collection des costumes ecclésiastiques devant un cardinal. »

— Michel Duran, Le Canard enchaîné, 24 mai 1972

« Roma, fantastique explosion cinématographique, n'arrêtera pas de stimuler notre imagination que les autres films anémiants du Festival ont failli depuis une semaine nous priver d'un élément essentiel : l'inspiration et l'élan. »

— Henry Chapier, Combat, 15 mai 1972

« Une suite de scènes brillantes, bruyantes, de morceaux de bravoure fort applaudis, un défilé de personnages pittoresques et souvent monstrueux avec l'apparition fugitive de la grande Anna Magnani, filmée dans la nuit au moment où elle va rentrer chez elle. Federico Fellini l’interpelle. Mais elle s’éclipse après avoir lancé : Va donc te coucher, Federico. Il est tard ! »

— Robert Chazal, France-Soir, 16 mai 1972

« En sortant de ce film tumultueux, baroque, échevelé, et, cependant, si parfaitement dominé, si subtilement composé, de ce film que l'on ne peut comparer aux autres, tant il paraît être fait d'une étoffe, d'un métal différent, comment ne pas se dire que, parmi tant d'excellents cinéastes, Federico Fellini est décidément un des rares qui mérite vraiment le nom de créateur. »

— Jean de Baroncelli, Le Monde, 16 mai 1972

« Monumental. Telle est l'épithète qui s'impose. D'abord parce que ce film frappe par l'ampleur de son architecture, par l'harmonie grandiose de ses proportions, par l'originalité vigoureuse avec laquelle se manifeste le tempérament (pour ne pas dire le génie) de son architecte. Si vigoureuse cette originalité que l'architecte s’est senti obligé de partager le rôle central du film avec la vedette. »

— Jean-Louis Bory, Le Nouvel Observateur, 2 mai 1972

## Autour du film
- Le film a été restauré en 2010 par le laboratoire L'Immagine Ritrovata[1] de Bologne à l'initiative des musée national du cinéma (Turin), Cineteca Nazionale (Rome) et Cineteca di Bologna[2].
- la scène fameuse du défilé de mode ecclésiastique a pu trouver l'une de ses sources dans l'épisode du rêve de Bourvil dans le film de Jean-Pierre Mocky Un drôle de paroissien.